# Tabanus bovinus
Espèce
Le taon des bœufs (Tabanus bovinus) est une espèce de taons hématophages pour la femelle qui, comme son nom l'indique, préfère se nourrir du sang de bovidés, quoiqu'elle puisse mordre d'autres types d'animaux. Les mâles eux ne consomment que du nectar.
C'est un grand taon, long de 25 à 30 mm, au corps gris brun, aux grands yeux composés porteurs de bandes horizontales, au vol bruyant.